# Europees kampioenschap voetbal mannen onder 17 - 2019
Het Europees kampioenschap voetbal mannen onder 17 van 2019 was de 37e editie van het UEFA-kampioenschap voetbal onder 17, een toernooi voor spelers onder de 17 jaar. Spelers moeten geboren zijn na 1 januari 2002 om deel te mogen nemen. Ierland was het gastland van dit toernooi dat van 3 tot en met 19 mei 2019 werd gespeeld. Er deden 16 landen mee. Nederland werd kampioen, in de finale werd Italië met 4–2 verslagen.
Dit toernooi diende tevens als kwalificatietoernooi voor het wereldkampioenschap voetbal onder 17 van 2019. De vier halvefinalisten, Italië, Nederland, Spanje en Frankrijk, en de winnaar van de play-off, Hongarije, kwalificeerden zich daarvoor.

## Kwalificatie
De kwalificatie werd afgewerkt in 2 rondes. De eerste kwalificatieronde duurde van 27 september tot 2 november 2018. Het gastland (Ierland) en twee hoogstgeplaatste landen (Engeland en Duitsland) hoefden niet deel te nemen aan deze ronde. De overige landen werden verdeeld over 13 groepen van vier teams. De nummers 1 en 2 kwalificeerden zich voor de Eliteronde. Die ronde duurde van 20 maart tot en met 1 april 2019. De landen werden verdeeld over acht groepen van 4 teams. Waarbij de winnaars en 7 beste nummers 2 zich kwalificeerden voor het hoofdtoernooi.
| Land        | Gekwalificeerd als          | Beste prestatie                 |
| ----------- | --------------------------- | ------------------------------- |
| Ierland     | Gastland                    | Kwartfinale (2017, 2018)        |
| Italië      | Eliteronde: winnaar groep 1 | Tweede (2013, 2018)             |
| Oostenrijk  | Eliteronde: tweede groep 1  | Derde (2003)                    |
| Nederland   | Eliteronde: winnaar groep 2 | Kampioen (2011, 2012, 2018)     |
| Tsjechië    | Eliteronde: tweede groep 2  | Tweede (2006)                   |
| Engeland    | Eliteronde: winnaar groep 3 | Kampioen (2010, 2014)           |
| IJsland     | Eliteronde: winnaar groep 4 | Groepsfase (2007, 2012)         |
| Duitsland   | Eliteronde: tweede groep 4  | Kampioen (2009)                 |
| Spanje      | Eliteronde: winnaar groep 5 | Kampioen (2007, 2008, 2017)     |
| Griekenland | Eliteronde: tweede groep 5  | Groepsfase (2010, 2015)         |
| Portugal    | Eliteronde: winnaar groep 6 | Kampioen (2003, 2016)           |
| Rusland     | Eliteronde: tweede groep 6  | Kampioen (2006, 2013)           |
| België      | Eliteronde: winnaar groep 7 | Halve finale (2007, 2015, 2018) |
| Hongarije   | Eliteronde: tweede groep 7  | Kwartfinale (2017)              |
| Frankrijk   | Eliteronde: winnaar groep 8 | Kampioen (2004, 2015)           |
| Zweden      | Eliteronde: tweede groep 8  | Halve finale (2013)             |

## Speelsteden
| Dublin                                               | · Dublin Bray Longford Waterford | Dublin                                   |
| Tallaght Stadium (Capaciteit: 8.183)                 | · Dublin Bray Longford Waterford | UCD Bowl (Capaciteit: 3.000)             |
|                                                      | · Dublin Bray Longford Waterford |                                          |
| Dublin                                               | · Dublin Bray Longford Waterford | Bray                                     |
| Tolka Park (Capaciteit: 5.000)                       | · Dublin Bray Longford Waterford | Carlisle Grounds (Capaciteit: 4.000)     |
|                                                      | · Dublin Bray Longford Waterford |                                          |
| Dublin                                               | · Dublin Bray Longford Waterford | Longford                                 |
| Whitehall Stadium (Capaciteit: 2.500)                | · Dublin Bray Longford Waterford | City Calling Stadium (Capaciteit: 4.960) |
| Waterford                                            | · Dublin Bray Longford Waterford |                                          |
| Waterford Regional Sports Centre (Capaciteit: 5.500) | · Dublin Bray Longford Waterford |                                          |

## Groepsfase

### Groep A
| Pos | Land        | Wed | Win | Gel | Ver | DV | DT | +/- | Pnt |
| --- | ----------- | --- | --- | --- | --- | -- | -- | --- | --- |
| 1   | België      | 3   | 1   | 2   | 0   | 5  | 2  | +3  | 5   |
| 2   | Tsjechië    | 3   | 1   | 2   | 0   | 4  | 2  | +2  | 5   |
| 3   | Ierland     | 3   | 0   | 3   | 0   | 3  | 3  | 0   | 3   |
| 4   | Griekenland | 3   | 0   | 1   | 2   | 1  | 6  | –5  | 1   |

|                          |                      |              |              |                                                         |
| 3 mei 2019 12:00 (UTC+1) | Tsjechië             | 1–1          | België       | Tolka Park, Dublin Scheidsrechter: Mykola Balakin (UKR) |
| 3 mei 2019 12:00 (UTC+1) | Hautekiet 53' (e.d.) | Externe link | 90+5' Baeten | Tolka Park, Dublin Scheidsrechter: Mykola Balakin (UKR) |

|                          |             |              |                 |                                                                 |
| 3 mei 2019 19:00 (UTC+1) | Ierland     | 1–1          | Griekenland     | Tallaght Stadium, Dublin Scheidsrechter: Jørgen Burchardt (DEN) |
| 3 mei 2019 19:00 (UTC+1) | Everitt 58' | Externe link | 90+6' Arsenidis | Tallaght Stadium, Dublin Scheidsrechter: Jørgen Burchardt (DEN) |

|                          |                               |              |             |                                                                            |
| 6 mei 2019 17:00 (UTC+1) | België                        | 3–0          | Griekenland | City Calling Stadium, Longford Scheidsrechter: Farrugia Cann Trustin (MLT) |
| 6 mei 2019 17:00 (UTC+1) | Kalulika 21', Baeten 42' (90) | Externe link |             | City Calling Stadium, Longford Scheidsrechter: Farrugia Cann Trustin (MLT) |

|                          |                 |              |          |                                                                                  |
| 6 mei 2019 19:00 (UTC+1) | Ierland         | 1–1          | Tsjechië | Waterford Regional Sports Centre, Waterford Scheidsrechter: Rade Obrenovic (SLO) |
| 6 mei 2019 19:00 (UTC+1) | Omobamidele 88' | Externe link | 63' Sejk | Waterford Regional Sports Centre, Waterford Scheidsrechter: Rade Obrenovic (SLO) |

|                          |              |              |              |                                                               |
| 9 mei 2019 19:00 (UTC+1) | België       | 1–1          | Ierland      | Tallaght Stadium, Dublin Scheidsrechter: Mykola Balakin (UKR) |
| 9 mei 2019 19:00 (UTC+1) | Kalulika 65' | Externe link | 74' Sobowale | Tallaght Stadium, Dublin Scheidsrechter: Mykola Balakin (UKR) |

|                          |             |              |                    |                                                                    |
| 9 mei 2019 19:00 (UTC+1) | Griekenland | 0–2          | Tsjechië           | Carlisle Grounds, Bray Scheidsrechter: Manfredas Lukjančukas (LTU) |
| 9 mei 2019 19:00 (UTC+1) |             | Externe link | 53' Sejk, 65' Pech | Carlisle Grounds, Bray Scheidsrechter: Manfredas Lukjančukas (LTU) |

### Groep B
| Pos | Land      | Wed | Win | Gel | Ver | DV | DT | +/- | Pnt |
| --- | --------- | --- | --- | --- | --- | -- | -- | --- | --- |
| 1   | Frankrijk | 3   | 2   | 1   | 0   | 7  | 3  | +4  | 7   |
| 2   | Nederland | 3   | 2   | 0   | 1   | 7  | 4  | +3  | 6   |
| 3   | Engeland  | 3   | 1   | 1   | 1   | 6  | 7  | –1  | 4   |
| 4   | Zweden    | 3   | 0   | 0   | 3   | 3  | 9  | –6  | 0   |

|                          |                              |              |        |                                                                                     |
| 3 mei 2019 17:00 (UTC+1) | Nederland                    | 2–0          | Zweden | Waterford Regional Sports Centre, Waterford Scheidsrechter: Krzysztof Jakubik (POL) |
| 3 mei 2019 17:00 (UTC+1) | Brobbey 33', Ian Maatsen 34' | Externe link |        | Waterford Regional Sports Centre, Waterford Scheidsrechter: Krzysztof Jakubik (POL) |

|                          |               |        |               |                                                                     |
| 3 mei 2019 19:00 (UTC+1) | Engeland      | 1–1    | Frankrijk     | City Calling Stadium, Longford Scheidsrechter: Rade Obrenovic (SVN) |
| 3 mei 2019 19:00 (UTC+1) | Greenwood 34' | report | 79' Aouchiche | City Calling Stadium, Longford Scheidsrechter: Rade Obrenovic (SVN) |

|                          |                                                            |              |                                        |                                                                |
| 6 mei 2019 15:00 (UTC+1) | Nederland                                                  | 5–2          | Engeland                               | Tolka Park, Dublin Scheidsrechter: Manfredas Lukjancukas (LTU) |
| 6 mei 2019 15:00 (UTC+1) | Brobbey 10', 58' (pen.) Bannis 35' Hansen 45+1' Ünüvar 61' | Externe link | 7' Harwood-Bellis 34' (pen.) Greenwood | Tolka Park, Dublin Scheidsrechter: Manfredas Lukjancukas (LTU) |

|                          |                                     |              |                 |                                                                 |
| 6 mei 2019 17:00 (UTC+1) | Frankrijk                           | 4–2          | Zweden          | Tallaght Stadium, Dublin Scheidsrechter: Donald Robertson (SCO) |
| 6 mei 2019 17:00 (UTC+1) | Aouchiche 29' (39), 45', Rutter 80' | Externe link | 17' (29) Elanga | Tallaght Stadium, Dublin Scheidsrechter: Donald Robertson (SCO) |

|                          |                        |              |           |                                                       |
| 9 mei 2019 16:30 (UTC+1) | Frankrijk              | 2–0          | Nederland | UCD Bowl, Dublin Scheidsrechter: Mykola Balakin (UKR) |
| 9 mei 2019 16:30 (UTC+1) | Aouchiche 1' Mbuku 11' | Externe link |           | UCD Bowl, Dublin Scheidsrechter: Mykola Balakin (UKR) |

|                          |           |              |                                      |                                                             |
| 9 mei 2019 16:30 (UTC+1) | Zweden    | 1–3          | Engeland                             | Whitehall Stadium, Dublin Scheidsrechter: Espen Eskås (NOR) |
| 9 mei 2019 16:30 (UTC+1) | Prica 28' | Externe link | 15' Greenwood 76' Jenks 82' Gelhardt | Whitehall Stadium, Dublin Scheidsrechter: Espen Eskås (NOR) |

### Groep C
| Pos | Land      | Wed | Win | Gel | Ver | DV | DT | +/- | Pnt |
| --- | --------- | --- | --- | --- | --- | -- | -- | --- | --- |
| 1   | Hongarije | 3   | 3   | 0   | 0   | 6  | 3  | +3  | 9   |
| 2   | Portugal  | 3   | 2   | 0   | 1   | 6  | 4  | +2  | 6   |
| 3   | IJsland   | 3   | 1   | 0   | 2   | 6  | 8  | –2  | 3   |
| 4   | Rusland   | 3   | 0   | 0   | 3   | 5  | 8  | –3  | 0   |

|                          |                                               |              |                   |                                                             |
| 4 mei 2019 14:00 (UTC+1) | IJsland                                       | 3–2          | Rusland           | Whitehall Stadium, Dublin Scheidsrechter: Espen Eskås (NOR) |
| 4 mei 2019 14:00 (UTC+1) | Savinov 18' (e.d.) Gudjohnsen 28', 32' (pen.) | Externe link | 64', 79' Golyatov | Whitehall Stadium, Dublin Scheidsrechter: Espen Eskås (NOR) |

|                          |                 |              |          |                                                              |
| 4 mei 2019 19:00 (UTC+1) | Hongarije       | 1–0          | Portugal | UCD Bowl, Dublin Scheidsrechter: Farrugia Cann Trustin (MLT) |
| 4 mei 2019 19:00 (UTC+1) | Kosznovszky 80' | Externe link |          | UCD Bowl, Dublin Scheidsrechter: Farrugia Cann Trustin (MLT) |

|                          |                |              |                              |                                                                |
| 7 mei 2019 12:00 (UTC+1) | IJsland        | 1–2          | Hongarije                    | Whitehall Stadium, Dublin Scheidsrechter: Mykola Balakin (UKR) |
| 7 mei 2019 12:00 (UTC+1) | Ellertsson 48' | Externe link | 31' Molnár 90' (pen.) Németh | Whitehall Stadium, Dublin Scheidsrechter: Mykola Balakin (UKR) |

|                          |                       |              |                      |                                                          |
| 7 mei 2019 15:00 (UTC+1) | Portugal              | 2–1          | Rusland              | UCD Bowl, Dublin Scheidsrechter: Krzysztof Jakubik (POL) |
| 7 mei 2019 15:00 (UTC+1) | Batalha 16' Sousa 50' | Externe link | 68' (pen.) Schetinin | UCD Bowl, Dublin Scheidsrechter: Krzysztof Jakubik (POL) |

|                           |                                             |              |                                |                                                                       |
| 10 mei 2019 17:00 (UTC+1) | Portugal                                    | 4–2          | IJsland                        | City Calling Stadium, Longford Scheidsrechter: Donald Robertson (SCO) |
| 10 mei 2019 17:00 (UTC+1) | Tavares 32' Silva 46' Bernardo 76' Cruz 84' | Externe link | 37' Jóhannesson 71' Ellertsson | City Calling Stadium, Longford Scheidsrechter: Donald Robertson (SCO) |

|                           |                             |              |                                    |                                                                                    |
| 10 mei 2019 17:00 (UTC+1) | Rusland                     | 2–3          | Hongarije                          | Waterford Regional Sports Centre, Waterford Scheidsrechter: Jørgen Burchardt (DEN) |
| 10 mei 2019 17:00 (UTC+1) | Shapovalov 20' Mutaliev 87' | Externe link | 33', 90+4' Németh 71' (pen.) Major | Waterford Regional Sports Centre, Waterford Scheidsrechter: Jørgen Burchardt (DEN) |

### Groep D
| Pos | Land       | Wed | Win | Gel | Ver | DV | DT | +/- | Pnt |
| --- | ---------- | --- | --- | --- | --- | -- | -- | --- | --- |
| 1   | Italië     | 3   | 3   | 0   | 0   | 9  | 3  | +6  | 9   |
| 2   | Spanje     | 3   | 2   | 0   | 1   | 5  | 4  | +1  | 6   |
| 3   | Duitsland  | 3   | 1   | 0   | 2   | 4  | 5  | –1  | 3   |
| 4   | Oostenrijk | 3   | 0   | 0   | 0   | 2  | 8  | –6  | 0   |

|                          |                             |              |            |                                                                    |
| 4 mei 2019 16:00 (UTC+1) | Spanje                      | 3–0          | Oostenrijk | Carlisle Grounds, Bray Scheidsrechter: Manfredas Lukjancukas (LTU) |
| 4 mei 2019 16:00 (UTC+1) | Santos 33', 40' Navarro 36' | Externe link |            | Carlisle Grounds, Bray Scheidsrechter: Manfredas Lukjancukas (LTU) |

|                          |           |              |                                         |                                                                 |
| 4 mei 2019 18:30 (UTC+1) | Duitsland | 1–3          | Italië                                  | Tallaght Stadium, Dublin Scheidsrechter: Donald Robertson (SCO) |
| 4 mei 2019 18:30 (UTC+1) | Beier 15' | Externe link | 27' Bonfanti 81' Esposito 90+4' Giovane | Tallaght Stadium, Dublin Scheidsrechter: Donald Robertson (SCO) |

|                          |                   |              |           |                                                                               |
| 7 mei 2019 19:00 (UTC+1) | Spanje            | 1–0          | Duitsland | Waterford Regional Sports Centre, Waterford Scheidsrechter: Espen Eskås (NOR) |
| 7 mei 2019 19:00 (UTC+1) | Moreno 79' (pen.) | Externe link |           | Waterford Regional Sports Centre, Waterford Scheidsrechter: Espen Eskås (NOR) |

|                          |                                |              |            |                                                                       |
| 7 mei 2019 19:00 (UTC+1) | Italië                         | 2–1          | Oostenrijk | City Calling Stadium, Longford Scheidsrechter: Jørgen Burchardt (DEN) |
| 7 mei 2019 19:00 (UTC+1) | Esposito 34' (pen.) Panada 79' | Externe link | 89' Pross  | City Calling Stadium, Longford Scheidsrechter: Jørgen Burchardt (DEN) |

|                           |                                                               |              |             |                                                       |
| 10 mei 2019 19:00 (UTC+1) | Italië                                                        | 4–1          | Spanje      | UCD Bowl, Dublin Scheidsrechter: Rade Obrenović (SLO) |
| 10 mei 2019 19:00 (UTC+1) | Colombo 22' (pen.) Moretti 49' Pirola 66' Esposito 89' (pen.) | Externe link | 45' Carreno | UCD Bowl, Dublin Scheidsrechter: Rade Obrenović (SLO) |

|                           |             |              |                                           |                                                                    |
| 10 mei 2019 19:00 (UTC+1) | Oostenrijk  | 1–3          | Duitsland                                 | Carlisle Grounds, Bray Scheidsrechter: Farrugia Cann Trustin (MLT) |
| 10 mei 2019 19:00 (UTC+1) | Pehlivan 8' | Externe link | 48' Obuz 54' (pen.) Samardzic 67' Adeyemi | Carlisle Grounds, Bray Scheidsrechter: Farrugia Cann Trustin (MLT) |

## Knock-outfase
|  | kwartfinale                       | kwartfinale                       |                                   |       | halve finale                | halve finale                |       |  | finale | finale |
|  |                                   |                                   |                                   |       |                             |                             |       |  |        |        |
|  | 12 mei – Carlisle Grounds, Bray   |                                   |                                   |       |                             |                             |       |  |        |        |
|  |                                   |                                   |                                   |       |                             |                             |       |  |        |        |
|  | België                            | 0                                 |                                   |       |                             |                             |       |  |        |        |
|  | België                            | 0                                 | 16 mei – UCD Bowl, Dublin         |       |                             |                             |       |  |        |        |
|  | Nederland                         | 3                                 |                                   |       |                             |                             |       |  |        |        |
|  | Nederland                         | 3                                 | Nederland                         | 1     |                             |                             |       |  |        |        |
|  | 13 mei – UCD Bowl, Dublin         |                                   | Nederland                         | 1     |                             |                             |       |  |        |        |
|  |                                   | Spanje                            | 0                                 |       |                             |                             |       |  |        |        |
|  | Hongarije                         | Spanje                            | 0                                 | 1 (4) |                             |                             |       |  |        |        |
|  | Hongarije                         |                                   | 19 mei – Tallaght Stadium, Dublin | 1 (4) |                             |                             |       |  |        |        |
|  | Spanje                            | 1 (5)                             |                                   |       |                             |                             |       |  |        |        |
|  | Spanje                            | 1 (5)                             | Nederland                         | 4     |                             |                             |       |  |        |        |
|  | 12 mei – Tallaght Stadium, Dublin |                                   | Nederland                         | 4     |                             |                             |       |  |        |        |
|  |                                   | Italië                            | 2                                 |       |                             |                             |       |  |        |        |
|  | Frankrijk                         | Italië                            | 2                                 | 6     |                             |                             |       |  |        |        |
|  | Frankrijk                         | 16 mei – Tallaght Stadium, Dublin |                                   | 6     |                             |                             |       |  |        |        |
|  | Tsjechië                          | 1                                 |                                   |       |                             |                             |       |  |        |        |
|  | Tsjechië                          | 1                                 | Frankrijk                         | 1     | WK–17 play-off              | WK–17 play-off              |       |  |        |        |
|  | 13 mei – Tolka Park, Dublin       |                                   | Frankrijk                         | 1     | WK–17 play-off              | WK–17 play-off              |       |  |        |        |
|  |                                   | Italië                            | 2                                 |       | 16 mei – Tolka Park, Dublin | 16 mei – Tolka Park, Dublin |       |  |        |        |
|  | Italië                            | Italië                            | 2                                 | 1     | 16 mei – Tolka Park, Dublin | 16 mei – Tolka Park, Dublin |       |  |        |        |
|  | Italië                            |                                   |                                   |       |                             | Hongarije                   | 1 (5) |  |        |        |
|  | Portugal                          | 0                                 |                                   |       |                             | Hongarije                   | 1 (5) |  |        |        |
|  | Portugal                          | 0                                 | België                            | 1 (4) |                             |                             |       |  |        |        |
|  |                                   |                                   | België                            | 1 (4) |                             |                             |       |  |        |        |

### Kwartfinale
|                           |                                                              |         |            |                                                                 |
| 12 mei 2019 13:00 (UTC+1) | Frankrijk                                                    | 6–1     | Tsjechië   | Tallaght Stadium, Dublin Scheidsrechter: Jørgen Burchardt (DEN) |
| 12 mei 2019 13:00 (UTC+1) | Millot 30' Aouchiche 36', 45+2', 75', 88' (pen.) Wa Saka 80' | verslag | 90' Ritter | Tallaght Stadium, Dublin Scheidsrechter: Jørgen Burchardt (DEN) |

|                           |        |         |                                        |                                                             |
| 12 mei 2019 19:00 (UTC+1) | België | 0–3     | Nederland                              | Carlisle Grounds, Bray Scheidsrechter: Rade Obrenović (SLO) |
| 12 mei 2019 19:00 (UTC+1) |        | verslag | 27' Hansen 40' Salah-Eddine 74' Hoever | Carlisle Grounds, Bray Scheidsrechter: Rade Obrenović (SLO) |

|                           |                                           |         |                                       |                                                              |
| 13 mei 2019 19:00 (UTC+1) | Hongarije                                 | 1–1     | Spanje                                | UCD Bowl, Dublin Scheidsrechter: Farrugia Cann Trustin (MLT) |
| 13 mei 2019 19:00 (UTC+1) | Ominger 50'                               | verslag | 11' Escobar                           | UCD Bowl, Dublin Scheidsrechter: Farrugia Cann Trustin (MLT) |
| 13 mei 2019 19:00 (UTC+1) | Strafschoppen                             |         |                                       | UCD Bowl, Dublin Scheidsrechter: Farrugia Cann Trustin (MLT) |
| 13 mei 2019 19:00 (UTC+1) | Komáromi Major Ominger Posztobányi Németh | 4–5     | Valera Navarro Gomez Rico Pico Moreno | UCD Bowl, Dublin Scheidsrechter: Farrugia Cann Trustin (MLT) |

|                           |            |         |          |                                                                |
| 13 mei 2019 16:30 (UTC+1) | Italië     | 1–0     | Portugal | Tolka Park, Dublin Scheidsrechter: Manfredas Lukjančukas (LTU) |
| 13 mei 2019 16:30 (UTC+1) | Tongya 26' | verslag |          | Tolka Park, Dublin Scheidsrechter: Manfredas Lukjančukas (LTU) |

### Play-off WK–17
Van de vier verliezers van de kwartfinale mogen de twee beste een play-off spelen om uit te maken wie deel mocht nemen aan het Wereldkampioenschap voetbal onder 17. Aan dat toernooi mogen 5 landen uit Europa meedoen. De vier halvefinalisten plaatsten zich automatisch. Deze play-off is bedoeld om te bepalen wie het vijfde land is.
Criteria
Om te bepalen wat de twee beste verliezers van de kwartfinale is werd gekeken naar de volgende criteria:
1. Geëindigd in een hogere positie in de groep (groepswinnaars eerst, daarna volgen de nummers 2);
2. Beter resultaat in de groepsfase (aantal punten, doelsaldo, aantal gescoorde doelpunten);
3. Beter resultaat in de kwartfinale (aantal punten, doelsaldo, aantal gescoorde doelpunten);
4. Disciplinaire punten in groepsfase en kwartfinale samen;
5. Hogere positie op de coëfficiëntenlijst, gebruikt voor de loting van de kwalificatie;
6. Loting

Ranglijst
| Land                        | Wed | Win | Gel | Ver | DV | DT | +/− | Pnt |                            |
| --------------------------- | --- | --- | --- | --- | -- | -- | --- | --- | -------------------------- |
| Hongarije (winnaar groep C) | 3   | 3   | 0   | 0   | 6  | 3  | +3  | 9   | Geplaatst voor de play-off |
| België (winnaar groep A)    | 3   | 1   | 2   | 0   | 5  | 2  | +3  | 5   | Geplaatst voor de play-off |
| Portugal (tweede groep C)   | 3   | 2   | 0   | 1   | 6  | 4  | +2  | 5   |                            |
| Tsjechië (tweede groep A)   | 3   | 1   | 2   | 0   | 4  | 2  | +2  | 5   |                            |

Wedstrijd
|                           |                                       |         |                                    |                                                            |
| 16 mei 2019 12:00 (UTC+1) | Hongarije                             | 1–1     | België                             | Tolka Park, Dublin Scheidsrechter: Krzysztof Jakubik (POL) |
| 16 mei 2019 12:00 (UTC+1) | Komáromi 61'                          | verslag | 56' Kalulika                       | Tolka Park, Dublin Scheidsrechter: Krzysztof Jakubik (POL) |
| 16 mei 2019 12:00 (UTC+1) | Strafschoppen                         |         |                                    | Tolka Park, Dublin Scheidsrechter: Krzysztof Jakubik (POL) |
| 16 mei 2019 12:00 (UTC+1) | Komáromi Szalay Molnár Major Zuigeber | 5–4     | Sardella Nizet de Wolf Baeten Doku | Tolka Park, Dublin Scheidsrechter: Krzysztof Jakubik (POL) |

### Halve finale
|                           |              |         |        |                                                         |
| 16 mei 2019 16:30 (UTC+1) | Nederland    | 1–0     | Spanje | UCD Bowl, Dublin Scheidsrechter: Donald Robertson (SCO) |
| 16 mei 2019 16:30 (UTC+1) | Taabouni 89' | verslag |        | UCD Bowl, Dublin Scheidsrechter: Donald Robertson (SCO) |

|                           |            |         |                           |                                                               |
| 16 mei 2019 19:00 (UTC+1) | Frankrijk  | 1–2     | Italië                    | Tallaght Stadium, Dublin Scheidsrechter: Mykola Balakin (UKR) |
| 16 mei 2019 19:00 (UTC+1) | Millot 41' | verslag | 45+1' Esposito 81' Udogie | Tallaght Stadium, Dublin Scheidsrechter: Mykola Balakin (UKR) |

### Finale
|                           |                                              |         |                  |                                                            |
| 19 mei 2019 16:30 (UTC+1) | Nederland                                    | 4–2     | Italië           | Tallaght Stadium, Dublin Scheidsrechter: Espen Eskås (NOR) |
| 19 mei 2019 16:30 (UTC+1) | Hansen 20' Bannis 37' Maatsen 45' Ünüvar 70' | verslag | 56', 89' Colombo | Tallaght Stadium, Dublin Scheidsrechter: Espen Eskås (NOR) |